# Saint James (Barbados)
Saint James (auch St. James) ist einer von elf Parishes („Bezirken“), in die der karibische Inselstaat Barbados gegliedert ist.
Saint James erstreckt sich nördlich der Hauptstadt Bridgetown an der Westküste der Insel. Laut Volkszählung von 2010 leben hier 28.498 Einwohner auf einer Fläche von 31 km². Die Bezirkshauptstadt ist Holetown.
Hauptattraktion ist sein wunderschöner Sandstrand, bekannt als die Platinum coast („Platinküste“) von Barbados.
Im Süden von Saint James, unweit der Grenze zum Nachbar-Parish Saint Michael, hat der nationale Amateurfunkverband, die Amateur Radio Society of Barbados (ARSB), ihren Hauptsitz und betreibt dort eine Clubstation.

## Persönlichkeiten
- Verla De Peiza (* 1971), Politikerin (DLP)